# Jayne Meadows
Jayne Meadows (nacida Jane Cotter; 27 de septiembre de 1919 – 26 de abril de 2015) fue una actriz estadounidense de teatro, cine y televisión, así como autora y conferenciante. Fue nominada a tres premios Emmy durante su carrera y era la hermana mayor de la actriz, banquera y escritora de memorias Audrey Meadows, así como la esposa del presentador original del Tonight Show, Steve Allen.

## Primeros años
Meadows nació como Jane Cotter en 1919, en Wuchang, Wuhan, provincia de Hubei, China, hija mayor de padres misioneros episcopales estadounidenses, el reverendo Francis James Meadows Cotter y su esposa, la ex Ida Miller Taylor, que se habían casado en 1915. Su hermana menor era la actriz Audrey Meadows. También tenía dos hermanos mayores. A principios de la década de 1930, la familia se instaló en Sharon, Connecticut, donde su padre había sido nombrado rector de la Iglesia de Cristo.

## Carrera
Metro-Goldwyn-Mayer firmó un contrato cinematográfico con Jane Cotter en 1944, dándole el nombre profesional de Jayne Meadows. ("Meadows" era un apellido paterno.) Se especializó en interpretar papeles de carácter intenso en contraposición a los de ingenua. Sus películas más famosas son: Undercurrent (con Katharine Hepburn), Song of the Thin Man (con William Powell y Myrna Loy), David and Bathsheba (con Gregory Peck, Susan Hayward y Raymond Massey), Lady in the Lake (con Robert Montgomery y Audrey Totter) y Enchantment (con David Niven y Teresa Wright). Louella Parsons concedió a Meadows el premio Cosmopolitan a la mejor interpretación dramática de 1949 por Enchantment.
Entre sus primeras apariciones en televisión, Meadows interpretó a la reportera Helen Brady en un episodio de Suspense de 1953 junto a Walter Matthau titulado "F.O.B. Vienna". Fue tertuliana habitual en la versión original de I've Got a Secret y tertuliana ocasional en To Tell The Truth y What's My Line, este último junto con su esposo Steve Allen. También apareció en el programa de entrevistas de la NBC Here's Hollywood. Durante los primeros días de la floreciente escena del entretenimiento en vivo en Las Vegas, los Allen trabajaron ocasionalmente juntos en un club nocturno. La pareja hizo varias apariciones juntos en televisión. La original serie de Allen Meeting of Minds (1977-81) presentaba a grandes nombres de la historia (Thomas Paine, Sócrates, Catalina la Grande, etc.) en formato de programa de entrevistas. Allen insistió en que su mujer interpretara la mayoría de los papeles femeninos, a pesar de las objeciones de ella: "Vino a verme y me dijo: 'Vas a hacer de Cleopatra'. Le dije: 'No! Vete de aquí. Vete". Y él me dijo tranquilamente: 'Es un divorcio si no la interpretas'". Meadows apareció nueve veces en la serie, interpretando a numerosos personajes históricos (como Cleopatra, María Antonieta, Catalina la Grande, Margaret Sanger, Elizabeth Barrett Browning y Florence Nightingale).
En 1998, interpretaron a una pareja de ancianos discutidores en un episodio de Homicide: Life on the Street en el que el personaje de Jayne dispara accidentalmente a un hombre que estaba a punto de suicidarse (saltando desde el tejado del edificio de la pareja de ancianos). En 1999, la pareja hizo su última aparición conjunta en televisión (de nuevo interpretando a una pareja) en el episodio estelar de la serie de Dick Van Dyke Diagnosis: Murder, titulado "The Roast", que supuso la última aparición en pantalla de Steve Allen. También apareció en City Slickers, como la voz telefónica de la madre sobreprotectora y demasiado solícita del personaje de Billy Crystal.
La serie de diez novelas humorísticas de misterio de Steve Allen (en parte escritas por un fantasma), que comenzó con The Talk Show Murders (1982), ponía a Allen y Meadows en el papel de detectives aficionados.

## Otros proyectos
Meadows fue propietaria de una agencia de viajes al menos desde 1964 hasta 1967.

## Vida posterior y muerte

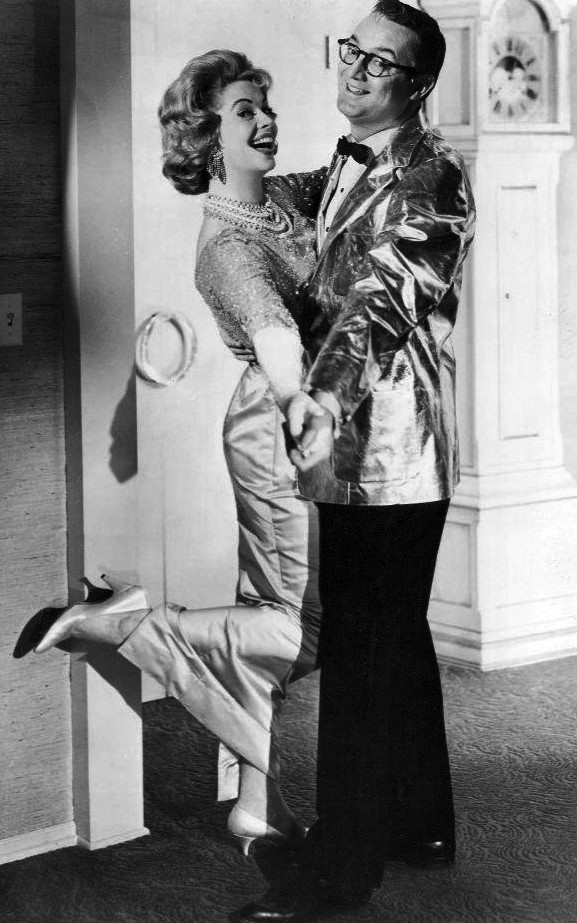
Con su esposo Steve Allen en 1961

Meadows estuvo casada con el guionista Milton Krims de 1949 a 1954. Se casó más tarde con Steve Allen, desde 1954 hasta su muerte en 2000. Tuvieron un hijo, Bill. Los tres hijos del primer matrimonio de Allen (Stephen Jr., Brian y David) son sus hijastros.
Meadows participaba activamente en asuntos republicanos, aunque Steve Allen era demócrata. Recibió varios doctorados honoris causa en Letras Humanas de varias universidades.
Se mantuvo activa hasta 2009, cuando se cayó y se fracturó la cadera. Su última aparición pública fue en agosto de 2009 en la ceremonia de dedicación del sello conmemorativo de primera clase Early TV Memories. Murió el 26 de abril de 2015 por causas naturales en su casa de Encino, California, a los 95 años. Está enterrada en el Forest Lawn Memorial Park de Hollywood Hills, junto a Steve Allen.